# São João Baptista (Boa Vista)
São João Baptista (nom portuguès per Joan el baptista) és una freguesia (parròquia civil) de Cap Verd. Cobreix la part oriental de l'illa i municipi de Boa Vista. Rep el seu nom per l'església situada a Fundo das Figueiras.

## Subdivisions
La freguesia està formada pels assentaments:
- Cabeça dos Tarrafes
- Fundo das Figueiras
- João Galego